# Lev Deitch
Lev Grigorevitch Deitch (em russo: Лев Григорьевич Дейч), também transcrito como Leo Deutsch (1855-1941) foi um revolucionário russo membro do Partido Operário Social-Democrata Russo (POSDR) e um dos líderes de organização da fação menchevique. 

## Biografia

### Primeiros anos
Lev Grigorevitch Deitch nasceu em 25 de setembro de 1855 em Tulcin, Rússia, filho de um comerciante judeu. Após acolher-se ao marxismo, ocupou-se na distribuição de propaganda no Sul da Rússia. Isso provocou o seu arresto em 1875. Conseguiu fugir e nos seguintes anos tentou organizar uma insurreição camponesa. 
Deitch aderiu à organização narodnik (populista) Terra e Liberdade (Земля и воля), cujo objetivo era a difusão do socialismo nas áreas rurais do país através da propaganda; e, posteriormente, após a fratura desse partido, aderiu à organização também populista e socialista-federalista Repartição Negra (Чёрный передел). Finalmente, terminou ingressando na organização terrorista Vontade do Povo (Народная воля), embora a sua oposição às táticas violentas durante a época de militância em Terra e Liberdade e em Repartição Negra. 
Em 1880, Deitch e outros membros da Repartição Negra como Georgi Plekhanov, Vera Zasulitch e Pavel Akselrod exiliaram-se em Genebra (Suíça), onde fundaram o grupo Emancipação do Trabalho (Освобождение труда) em 1883. 
Em 1884, Deitch foi arrestado em Alemanha e extraditado à Rússia para a celebração de um juízo por um ato terrorista cometido em 1876. Foi condenado a 13 anos de trabalho forçado na Sibéria. Deich conseguiu fugir em 1901 e converteu-se num membro ativo do Partido Operário Social-Democrata Russo na clandestinidade, e uniu-se a Georgi Plekhanov, Pavel Akselrod, Lev Trotski, Irakli Tsereteli, Moisei Uritski, Noi Zhordania e Fedor Dan em apoio de Julius Martov na criação do grupo logo denominado menchevique no II Congresso do POSDR
Durante a Revolução de 1905 Deitch regressou à Rússia, onde foi arrestado e levado à Sibéria. Conseguiu fugir na viagem e exliou-se em Londres (Reino Unido). 

### Exílio
Desde Longres, Deitch viajou a Nova Iorque (Estados Unidos), onde editou um jornal chamado Mundo Livre. 

### Regresso à Rússia
Em 1917, Deitch regressou a Petrogrado e uniu-se a Plekhanov para editar o jornal Unidade (Единство). Editou também um volume de documentos relacionados com o grupo Emancipação do Trabalho. Deitch morreu em 5 de agosto de 1941.